# Carinodes minasensis
Carinodes minasensis là một loài tò vò trong họ Ichneumonidae.